# Буховцев, Александр Никитич
Александр Никитич Буховцев (1850—1897) — русский музыкальный педагог и музыковед.

## Биография
Родился 25 января (6 февраля) 1850 года в Усмани Тамбовской губернии в семьен капельмейстера.
С раннего детского возраста получал музыкальное образование, которое не прерывалось и во время учёбы в 3-й Воронежской гимназии, окончив которую, он через некоторое время переехал в Москву, где три года брал уроки игры на фортепиано у A. Дюбюка; и с 1873 года в течение двух лет учился в Московской консерватории в классе Н. Рубинштейна. Не закончив обучения, поступил преподавателем фортепианной игры в московское Николаевское женское училище, где прослужил 10 лет, перейдя потом в Николаевский сиротский институт.
Автор большого количества учебно-методических работ по фортепиано: «Настольная справочная книжка для фортепианных преподавателей» (3-е изд., 1899), «Элементарный учебник фортепианной метрики» (1887), «Записки по элементарной фортепианной педагогии» (1890), «Уроки элементарной теории музыки в вопросах и ответах» (1886), «Руководство к употреблению фортепианной педали» (1886, переведено на немецкий и английский языки), «Курс методики элементарного обучения игры на фортепиано» (1888), «Указатель фортепианных пьес, распределенных по степеням трудности» (1890), «Пособие для приобретения первоначального навыка в чтении нот» (1897). Творчеству Антона и Николая Рубинштейнов Буховцев посвятил, соответственно, брошюры «Чем пленяет нас А. Рубинштейн» (1889), «Об интерпретации Н. Г. Рубинштейна». Перевёл с немецкого языка «Катехизис фортепианной игры» Гуго Римана (1892), «Как надо играть на фортепиано» Генриха Гермера (1899, 2-е изд. — 1910), лекции Ганса фон Бюлова, собранные Теодором Пфайфером (1896). Кроме того, Буховцевым составлены «Фортепианный сборник для практического изучения фразировки», «Собрание пьес по степени трудности» и др. Буховцев сотрудничал в «Русских ведомостях» и других изданиях.
Умер 25 июня (7 июля) 1897 года в Швейцарии (погребён в Москве на кладбище Даниловского монастыря).